# Parafia św. Michała Archanioła w Jodłówce Tuchowskiej
Parafia św. Michała Archanioła w Jodłówce Tuchowskiej – parafia rzymskokatolicka z siedzibą w Jodłówce Tuchowskiej, znajdująca się w diecezji tarnowskiej, w dekanacie Ołpiny.

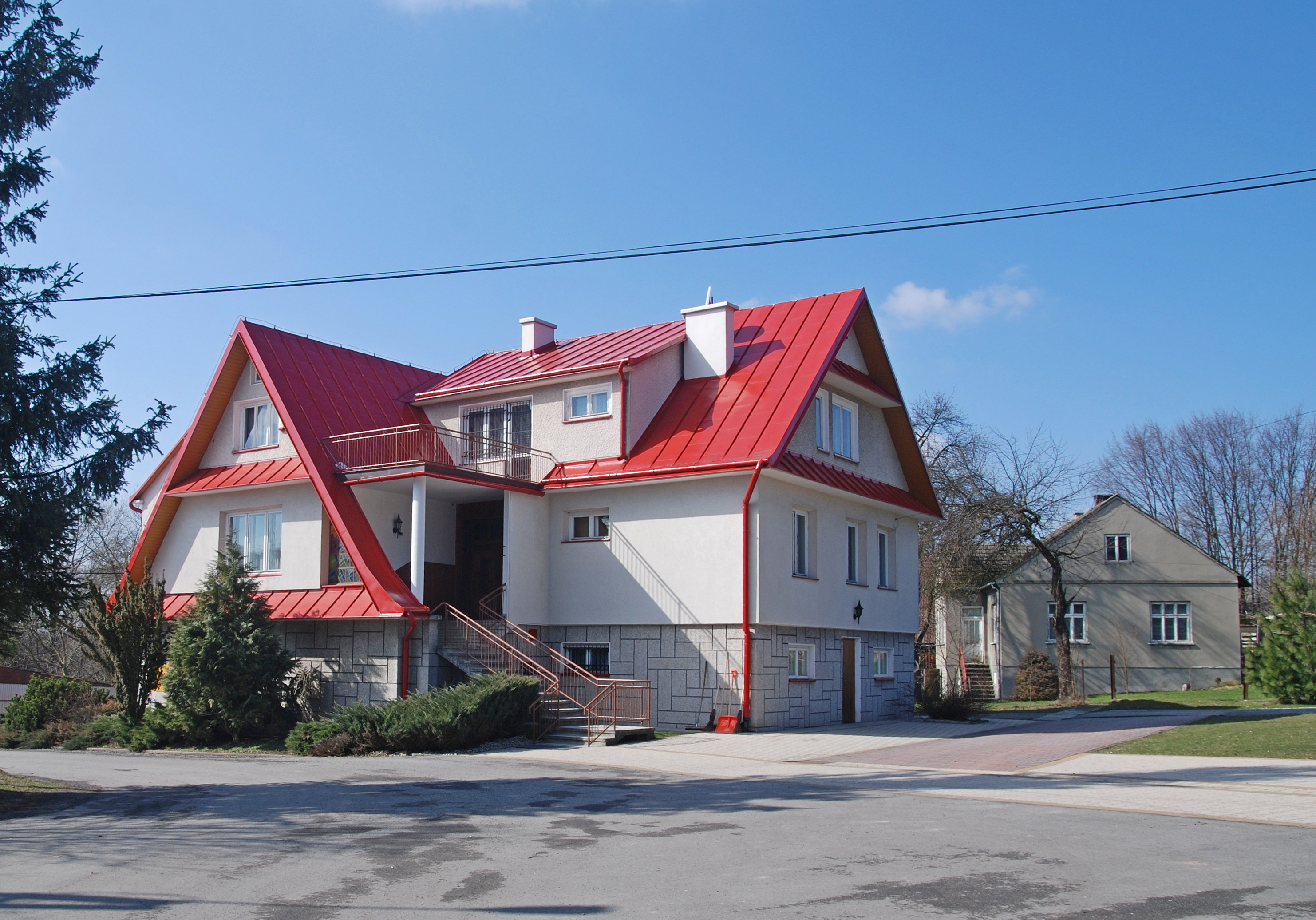
Plebania